# Tönnies (azienda)
Tönnies è un'azienda tedesca attiva nel settore della carne fondata nel 1971.
La società con circa 16 500 dipendenti, ha generato un fatturato annuo di 6,65 miliardi di euro nel 2018 e di 7,5 miliardi nel 2019. Specializzata nella lavorazione della carne suina e bovina, ha sede a Rheda-Wiedenbrück nella Vestfalia orientale, in Germania. Tönnies ha altre 25 impianti al di fuori della Germania esteri, con una quota di esportazione all'estero di circa il 50 percento dei suoi prodotti.
Il 17 giugno 2020, sono stati chiusi gli stabilimenti di Tönnies a Gütersloh a causa di un focolaio di COVID-19 provenienti dagli stessi stabilimenti, che ha coinvolto alcuni lavoratori della filiera. Ciò ha portato nel distretto di Gütersloh alla chiusura di tutte le scuole e gli asili nido e di tutti gli uffici postali e annullamento degli allenamenti della squadra locale FC Gütersloh 2000 e di una manifestazione dei Black Lives Matter.